# Управление программ правосудия
Управление программ правосудия (Office of Justice Programs (OJP)) учреждение Министерства юстиции США, сферой деятельности которого является научно-исследовательская и опытно-конструкторская деятельность в области профилактики и предотвращения преступности, содействие федеральным и местным правоохранительным органам и учреждениям уголовной юстиции посредством предоставления исследовательских грантов, помощь жертвам преступлений.
В состав Управления программ правосудия входят:
- Национальный институт правосудия National Institute of Justice (NIJ)
- Бюро юридической статистики Bureau of Justice Statistics (BJS)
- Бюро содействия правосудию Bureau of Justice Assistance (BJA)
- Управление юстиции по делам несовершеннолетних и профилактики правонарушений Office of Juvenile Justice and Delinquency Prevention (OJJDP)
- Управление по делам жертв преступлений Office for Victims of Crime (OVC)
- Управление наказания, контроля, преследования и коррекции лиц совершивших сексуальные преступления Office of Sex Offender Sentencing, Monitoring, Apprehending, Registering, and Tracking (SMART)
- Отдел по работе с населением, связанной с профилактикой преступности Community Capacity Development Office (CCDO)